# Neoxorides nitens
Neoxorides nitens là một loài tò vò trong họ Ichneumonidae.